# West Calder
West Calder (Calldair an Iar in lingua gaelica scozzese) è una località della Scozia, situata nell'area di consiglio del Lothian Occidentale.